# 金子原二郎
金子 原二郎（かねこ げんじろう、1944年〈昭和19年〉5月8日 - ）は、日本の政治家。
農林水産大臣（第65・66代）、建設政務次官（第2次海部内閣）、参議院議員（2期）、参議院政治倫理審査会会長、同予算委員長、同資源エネルギーに関する調査会長、同情報監視審査会会長、同決算委員長、長崎県知事（公選第14・15・16代）、衆議院議員（5期）、衆議院法務委員長、同石炭対策特別委員長、長崎県議会議員（3期）等を歴任。
父は、農林水産大臣（第6代）や科学技術庁長官（第33代）を務めた衆議院議員の金子岩三。

## 来歴
長崎県北松浦郡生月町（現在の平戸市）生まれ。生月町立山田小学校(現在の平戸市立山田小学校)、長崎市立桜馬場中学校、暁星高等学校を経て、1968年、慶應義塾大学文学部を卒業し日本水産株式会社に入社。
1975年、30歳で長崎県議会議員に初当選し、以後3期連続当選。3期目の任期途中の1983年、父・金子岩三の引退に伴い、第37回衆議院議員総選挙に旧長崎2区（定数4）から自由民主党公認で立候補し、日本社会党の石橋政嗣に次ぐ得票数2位で当選した。当選後は衆議院法務委員長や建設政務次官を務めた。
1998年、衆議院議員を辞職。長崎県知事選挙に無所属で立候補し、当選した。以後3期連続で当選し、2010年2月まで知事を務めた。

### 長崎県知事
長崎県知事在任中は市町村合併を積極的に推進したほか、長崎県美術館・長崎歴史文化博物館等の観光・文化施設の建設、諫早湾干拓事業、九州新幹線西九州ルート建設を推進したが、「必要性に疑問がある大規模公共事業」の典型例に挙げられる後者二事業については、県内外に賛否両論がある。
2005年6月、麻生渡福岡県知事（当時）の全国知事会長就任に伴い、麻生の後任の九州地方知事会長に就任。知事退任を控えた2010年に広瀬勝貞大分県知事に交代するまで同職を務めていた。
2009年11月、「自ら取り組んだ仕事に一定の道筋がついた」として翌年2月の長崎県知事選挙に立候補せず、知事を退任する意向を表明した。2010年2月の長崎県知事選では、元長崎県副知事の中村法道を支援し、中村は橋本剛（民主・社民・国民新党推薦）を破り初当選した。

### 参議院議員
知事退任後、第22回参議院議員通常選挙において自民党公認で長崎県選挙区から立候補、当選し、国政に復帰した。当選後、衆議院時代も所属していた宏池会に再入会。2012年、自由民主党総裁を退任した谷垣禎一を中心に旗揚げされた勉強会「有隣会」にも重複して参加した。同年、参議院決算委員長に就任。2016年、第24回参議院議員通常選挙で再選。2017年、参議院予算委員長に就任。2018年10月、自民党地方行政調査会長に就任。
2021年10月4日、第1次岸田内閣の発足に伴い、農林水産大臣に就任した。2022年3月7日、夏に行われた参議院選挙には立候補せず、政界を引退。参議院議員の任期を満了した7月26日以降も民間人閣僚として農林水産大臣を続投し、8月10日の第2次岸田改造内閣の発足に伴って退任した。
2023年秋の叙勲に於いて旭日大綬章を受章した。

## 発言
- 長崎県が台湾の総領事館にあたる台北駐福岡経済文化弁事処（福岡市）の周碩穎・処長らの表敬訪問を拒否した問題[11]について、2008年9月12日の定例記者会見で、「私たちは中国は一つの国とみなしている。台湾はその一地方機関。日本国も中国は一つですということになっている」「国も役人は一切台湾には行かない」などを理由に挙げた[12]。なお実際には、日本政府の台湾に関する公式見解は「アジアの地域の一つ」であり、国家公務員は必要に応じて台湾を訪問している[12]。
  - また金子が会長を務めていた長崎県日中親善協議会が2008年9月に作成したホームページ内に「台湾省」の表記があり、台湾を中国の行政区域の一つとして扱っているとされた[13]。

## 政策・主張
- 安全保障関連法について、今のままで良い[14]
- 憲法改正に賛成[14]。
- 政治的公平性を欠く放送を繰り返した放送局に対し、電波停止を命じる可能性に言及した高市早苗総務相の姿は問題ではない[14]。
- 2017年4月の消費税率10％への引き上げについて、法改正し、引き上げを延期または中止すべきだ[14]。
- 安倍政権の経済政策「アベノミクス」の恩恵は、地方や中小企業に及んでいると思う[14]。
- 環太平洋パートナーシップ協定に賛成[14]。
- 原発は将来的に廃止すべき[14]。
- 米軍普天間基地は名護市辺野古に移設すべき[14]。
- 核武装について、将来にわたって検討すべきでない[14]。
- 永住外国人への地方選挙権付与に反対[15]。
- 選択的夫婦別姓制度導入について、2010年の毎日新聞や2016年の西日本新聞の調査では反対としている[16][15]。一方、2016年の朝日新聞の調査では、どちらとも言えない、としている[17]。

## 政治資金問題
- 金子を支援する政治団体より、「自由民主党長崎県支部連合会」へ、2010年の参議院選挙直前に2000万円の寄付があったことが指摘された[18]。
- 自民党総務会長代理だった2012年に、海上自衛隊佐世保地方総監部のパソコン調達をめぐって、「原則を崩しても問題ないはず」などと地元業者に受注させるように防衛省に圧力をかけ、地元業者らから合計240万円もの政治献金を受け取っていた疑惑が、しんぶん赤旗で報じられた[19][20]。金子の秘書は「（防衛省には）相談を受けた企業の名前は出さず、その後の経過報告も求めていない。圧力ではないと認識している」と述べた[20]。
- 知事として推し進めた諫早湾干拓事業について、完成した堤防内側の農地を金子の娘夫婦（夫は元衆議院議員谷川弥一の息子）の親族企業が入植していると日本共産党の機関紙にて不正入植疑惑として報道された[21][22]。

## 家族
- 農林水産大臣や科学技術庁長官を務めた元衆議院議員の金子岩三は父[2]。
- 兄はテレビ長崎元会長の金子源吉。娘は谷川建設の取締役で、娘の夫は衆議院議員谷川弥一の長男であり谷川建設の社長である谷川喜一[要出典]。
- 2023年10月22日に実施された衆議院長崎県第4区補欠選挙で当選した金子容三は長男。

## 所属団体・議員連盟
- 自民党たばこ議員連盟[23]
- TPP交渉における国益を守り抜く会